# Kinezin

A kinezindimer (piros) a mikrotubulusokhoz (kék, zöld) csatlakozik, és azokon mozog.

A mikrotubuluson haladó kinezin

A kinezin az eukarióta sejtekben lévő mozgatóproteinekhez tartozó fehérje. A mikrotubulusok szálai mentén mozognak, és az adenozin-trifoszfát hidrolíziséből nyernek energiát (így ATPázok). A kinezinek aktív mozgása számos sejtfunkciót, például a mitózist, a meiózist és a sejt által szállított anyagok transzportját (például az axonális vagy az intraflagelláris transzport) segíti. A legtöbb kinezin a mikrotubulusok +-vége felé halad, ami a legtöbb sejtben a sejt központjából a periféria felé való transzportot jelent. Ez a transzport az anterográd transzport. Ezzel szemben a dineinek a mikrotubulusok mínusz-vége felé haladnak retrográd transzportban.

## Felfedezés
Az első felfedezett kinezinek mikrotubulus-alapú anterográd sejtbelitranszport-motorok, melyeket 1985-ben fedeztek fel citoplazmatikus mozgásuk alapján polipok óriásaxonjában.
A szupercsalád első tagja, a kinezin-1 4 részből – 2 azonos mozgatóegységből (kinezin-nehézlánc (KHC)) és 2 egyéb egység (kinezin-könnyűlánc (KLC)) – álló gyors axonális organellumtranszport-motor. Ezeket mikrotubulus-affinitáson alapuló tisztítással fedezték fel neuronkivonatokban. 1993-ban felfedeztek egy heterotrimer MT-alapú motort, a kinezin-2-t, mely két eltérő KHC-alapú és egy „KAP” egységből áll, melyet tüskésbőrűpete/embriókivonatból nyertek ki, és a fehérjekomplexek (intraflagelláris transzport) axonémaközi szállításában fontos a ciliogenezis során. Molekuláris genetikai és genomikai megközelítések alapján a kinezinek külön mozgató szupercsaládot alkotnak, melyek az eukarióta sejtek számos sejtbeli mozgási eseményéhez fontosak. Például az emlősgenomok több mint 40 kinezint kódolnak, melyek legalább 14 családba (kinezin-1-től kinezin-14-ig) tartoznak.

## Szerkezet

### Teljes szerkezet
A kinezinek alakja eltérő, de a kinezin-1 motorja két KHC-ből áll, melyek két KLC-t kötnek, melyek eltérő anyagokra eltérő szerkezetűek.
A kinezin-1 nehéz lánca N-terminális globuláris fejből (mozgatódomén) áll, melyet rövid, rugalmas nyak köt a törzshöz, mely hosszú α-helikális tekercsdomén, és C-terminális farokban ér véget, mely a könnyű láncokkal kölcsönhat. A két KHC-törzs tekerccsé áll össze, mely a dimerizációjukat irányítja. Gyakran a szállított anyag a könnyű láncokhoz köt a tetratrikopeptid-szakasznál, de egyes anyagok a C-terminális doménekhez kötnek.

### Kinezin-motordomén
A fej a kinezin alapja, aminosavsorrendje a kinezinek közt állandósult. Minden fejen két külön kötőhely van: egy a mikrotubulusnak, egy az ATP-nek. Az ATP-kötés és -hidrolízis és az ADP-felszabadítás megváltoztatják a mikrotubulusok kötőhelyeinek konformációját, ez okozza a mozgását. Számos szerkezeti elem, például a központi β-redő- és az I-es és II-es váltódomén mediálhatja a két kötőhely és a nyakdomén kölcsönhatásait. A két család számos közös szerkezeti elemmel rendelkezik, ilyen például az I-es és II-es váltó.

Mozgó és öngátolt kinezin-1. Előbbiben nincs farokkötés, a kinezin-1 a mikrotubulus mentén haladhat. Utóbbiban a farok IAK része (zöld) a mozgatódoménekhez (sárga, narancs) köt, gátolva a kinezin-1 enzimciklusát..

A kinezin-1 öngátlásának részletei. Kiemelve az IAK rész bázikus aminosavjai, melyek a mozgatódomének savas aminosavjaival kölcsönhatnak..

### Bázikus kinezinszabályzás
A kinezinek alap-enzimaktivitása gyakran alacsony, és a mikrotubulusok általi aktivációkor nő meg. Továbbá sok kinezin képes öngátlásra a farok- és a mozgatódomén kötésével. Ez további szabályzással, például adaptorok, szállított anyag vagy más mikrotubulus-asszociált fehérjék kötésével szűnhet meg.

## Szállítás
A sejtben a kis molekulák, például a gázok és a glükóz oda diffundálnak, ahol kellenek. A sejttestben szintetizált nagy molekulák és a sejtalkotók, például a vezikulumok és a sejtszervecskék, például a mitokondriumok túl nagyok és a citoszol túl sűrű ahhoz, hogy a célba tudjanak diffundálni. A mozgatófehérjék a nagy szállítmányokat a sejten át szállítják a célállomáshoz. A kinezinek a mikrotubulusok mentén egy irányban mozogva szállítják az ilyen anyagokat, lépésenként 1 ATP-molekulát hidrolizálva. 2000-ben feltételezték, hogy ez az, ami minden lépést lehetővé tesz, és a felszabaduló energia mozdítja előre a fejet. Azonban 2006-ban a fej előre történő diffúziójáról és a mikrotubulushoz való, a szállítmányt mozgató kötőerőről számoltak be. Továbbá vírusok, például a HIV is a kinezineket használja a vírusszállításra összeállása után.
A szállított anyagokat in vivo több motor mozgatja.

## Mozgásirány
A mozgatófehérjék meghatározott irányban haladnak a mikrotubuluson. A mikrotubulusok polárisak, vagyis a fejek csak egy irányban kötnek a mikrotubulushoz, míg az ATP-kötés minden lépésnek meghatározza az irányát nyakkötő-cipzárazás révén.
2000 óta ismert volt, hogy a kinezinek a mikrotubulusok plusz-vége felé mozgatnak anyagokat (anterográd transzport). Azonban 2011-ben felfedezték, hogy az élesztőcsírasejtekben a kinezin-5-családba tartozó Cin8 kinezin a mínusz-vég felé is tud haladni (retrográd transzport). Ez azt jelenti, hogy ezen egyedi élesztőkinezinek képesek két irányba mozogni. A kinezinről 2011-ig csak csoportban való retrográd mozgás ismert, ahol az antiparallel motorok megkísérelnek elválasztani mikrotubulusokat. E kétirányúságot megfigyelték azonos körülmények közt, ahol a szabad Cin8 a mínusz-, a keresztkötött a plusz-vég felé mozog keresztkötött mikrotubulusokon. Egy ezek sebességét mérő tanulmány szerint sebességük 25–55 nm/s az orsópólusok irányába. Különböző ionos körülmények közt vizsgálva kiderült, hogy a Cin8 sebessége akár 380 nm/s is lehet. Feltehetően az élesztőkinezin-5-mozgatók, például a Cin8 és a Cut7 más Cin8-mozgatókkal való kapcsolódás eredménye, és segít a dinein szerepének betöltésében élesztők esetén, szemben a humán homológgal, a plusz-irányú Eg5-tel. E felfedezés a kinezin-14-család fehérjéiben (például a Drosophila melanogaster NCD, az élesztő KAR3 és az Arabidopsis thaliana ATK5 fehérjéjében) lehetővé teszi az ellentétes irányú mozgást. This is not typical of kinesin, rather, an exception to the normal direction of movement.

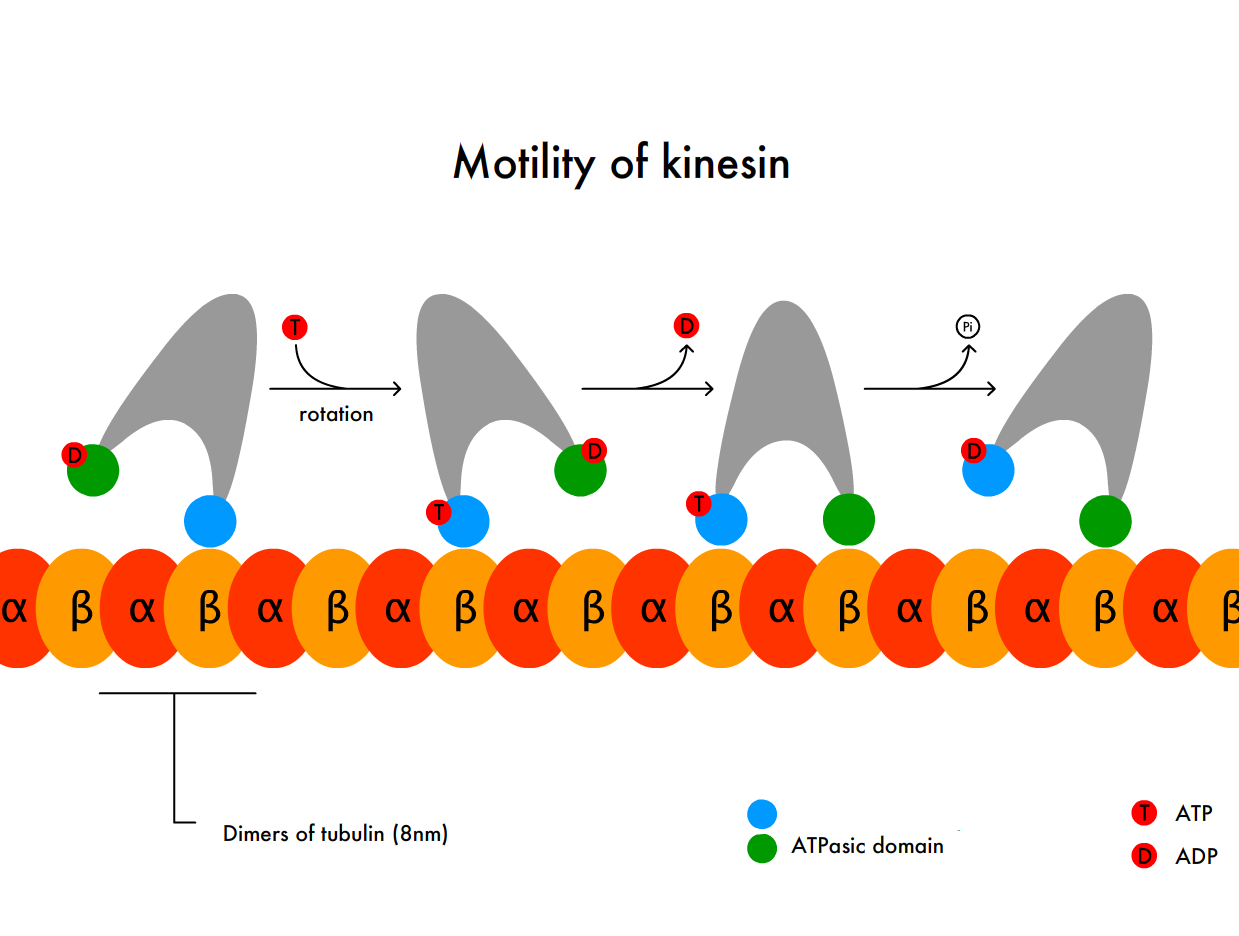
A kinezin mozgása

Egy másik mozgatófehérje-típus, a dineineké a mikrotubulus mínusz-vége felé mozog, tehát a sejt központjába (retrográd transzport). Ez például axon terminális részéből a szómába történő szállítást jelent.

## Mozgásmechanizmus
2023-ban a kinezin mozgásának valós idejű felvételét készítették el mikrotubuluson. „Kéz kéz felett” mechanizmusban a kinezinfejek egymás felett haladnak, így a vezető- és követőfejek szerepe cserélődik.
- A ciklus a vezetőfej szervetlenfoszfát-kibocsátásával (Pi) kezdődik.
- A követőfej leválik a mikrotubulusról, és a jobbra tolt kötetlen állapotba fordul.
- A vezetőfej ATP-t köt, így a nyak hozzáköt, a követőfejet a vezető körül távolabbra mozdítva. A követőfej kötetlen marad.
- A vezetőfej ATP-je hidrolizálódik.
- A követőfej ATP-t bocsát ki, és a mikrotubulushoz köt, vezetővé válva.[38][39][40][41][42][43]

## Elméleti modellek
Számos elméleti modell van a molekuláris mozgatófehérjére. Sok kérdés maradt az elméleti vizsgálatok után – nem ismert a fehérjeszerkezetek, a hőmérséklet-változások szerepe és az energiaátalakítás módja. Így jobb, a molekulaszerkezetet és a kísérleti eredményeket jobban összekapcsoló megközelítések kellenek.
Az egymolekulás dinamika már jól ismert, de e molekulák nagy csapatokban dolgoznak.
Az egymolekulás dinamika a különböző kémiai állapotokon és a mechanikai lépésekről szóló megfigyeléseken alapul. Kis ADP-koncentráció esetén viselkedését a két kemomechanikai ciklus versengése határozza meg, melyek a fékezőerőt határozzák meg. Egy harmadik ciklus válik fontossá nagy ADP-szint mellett. Egyciklusú modellek is ismertek. Seiferth et al. bemutatták, hogy változnak a sebességhez és entrópiatermeléshez hasonló mennyiségek, ha szomszédos állapotok egyesülnek többciklusú modellben, amíg a ciklusszám csökken.
2001-ben kimutatták, hogy a mikrotubulusokon mozgó kinezinek egymással kölcsönhatnak, ezek rövid távúak és gyengék (1,6±0,5 KBT). Egy modell figyelembe veszi e kölcsönhatásokat, ahol a dinamikus sebességek a kölcsönhatási energia szerint változnak. on. Pozitív energia esetén a kötéskeletkezési sebesség (q) nő, a kötésbomlási (r) csökken. A be- és kilépési sebességeket is változtatja az energia. A második hely betöltésekor a bemeneti sebesség αq, az utolsó előttiékor a kilépési sebesség βr. Ez az elméleti megközelítés lehetővé teszi a Monte Carlo-szimulációk eredményeinek vizsgálatát, különösen nagyon nagy negatív energia esetén. A normális teljesen aszimmetrikus egyszeri kiviteles folyamat (TASEP) eredményei e modellből számíthatók 0 energia esetén:
{\displaystyle {q \over r}=e^{E \over K_{B}T}}

## Mitózis
2005-ben kimutatták, hogy a mikrotubulus-alapú molekulamotorok (beleértve számos kinezint) fontosak a mitózisban. A kinezinek a megfelelő orsóhosszhoz, prometafázis és metafázis során a mikrotubulus-elválasztáshoz, anafázis során a mikrotubulusok mínusz-végeinek depolimerizációjához kellenek. A kinezin-5 az orsóban elválasztja, a kinezin-13 depolimerizálja a mikrotubulusokat.

## Kinezin-szupercsalád
A humán kinezinek a következő fehérjék, melyek a szabványos nevezéktan szerint 14 családban (kinezin-1–kinezin-14) vannak:
- 1A – KIF1A, 1B – KIF1B, 1C – KIF1C: kinezin-3
- 2A – KIF2A, 2C – KIF2C = kinezin-13
- 3B – KIF3B vagy 3C – KIF3C, 3A - KIF3A: kinezin-2
- 4A – KIF4A, 4B – KIF4B: kinezin-4
- 5A – KIF5A, 5B – KIF5B, 5C – KIF5C: kinezin-1
- 6 – KIF6: kinezin-9
- 7 – KIF7: kinezin-4
- 9 – KIF9: kinezin-9
- 11 – KIF11: kinezin-5
- 12 – KIF12: kinezin-12
- 13A – KIF13A, 13B – KIF13B: kinezin-3
- 14 – KIF14: kinezin-3
- 15 – KIF15: kinezin-12
- 16B – KIF16B: kinezin-3
- 17 – KIF17: kinezin-2
- 18A – KIF18A, 18B – KIF18B: kinezin-8
- 19 – KIF19: kinezin-8
- 20A – KIF20A, 20B – KIF20B: kinezin-6
- 21A – KIF21A, 21B – KIF21B: kinezin-4
- 22 – KIF22: kinezin-10
- 23 – KIF23: kinezin-6
- 24 – KIF24: kinezin-13
- 25 – KIF25: kinezin-14
- 26A – KIF26A, 26B – KIF26B: kinezin-11
- 27 – KIF27: kinezin-4
- C1 – KIFC1, C2 – KIFC2, C3 – KIFC3: kinezin-14

Kinezin-1-könnyűláncok:
- 1 – KLC1, 2 – KLC2, 3 – KLC3, 4 – KLC4

Kinezin-2-asszociált protein:
- KIFAP3 (más néven KAP-1, KAP3)

## Fordítás
Ez a szócikk részben vagy egészben  a   Kinesin című angol Wikipédia-szócikk ezen változatának fordításán alapul.  Az eredeti cikk szerkesztőit annak laptörténete sorolja fel. Ez a jelzés csupán a megfogalmazás eredetét és a szerzői jogokat jelzi, nem szolgál a cikkben szereplő információk forrásmegjelöléseként.